# Nesticodes rufipes
Nesticodes rufipes là một loài nhện trong họ Theridiidae.
Loài này thuộc chi Nesticodes. Nesticodes rufipes được Hippolyte Lucas miêu tả năm 1846.

## Hình ảnh

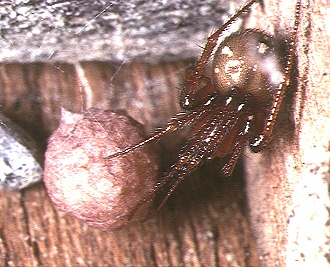
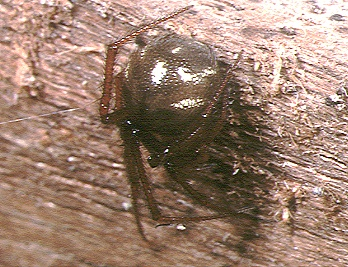
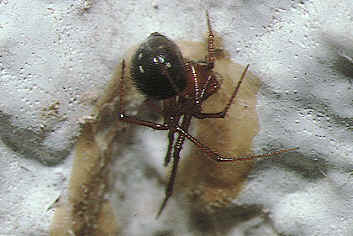